# Acacia chiapensis
Vachellia chiapensis là một loài rau đậu thuộc họ Fabaceae.
Loài này chỉ có thể tìm thấy ở México.